# 比良おろし
比良おろし（比良颪、ひらおろし）は、滋賀県の比良山地東麓に吹く局地風。特に毎年3月26日に行われる天台宗の行事「比良八講」の前後に吹くものを比良八講・荒れじまいまたは比良八荒（ひらはっこう）と呼び、本格的な春の訪れを告げる風とされている。

## 特徴
若狭湾及び丹波高地から琵琶湖に向かって、比良山地南東側の急斜面を駆け降りるように吹く北西の風である。
気圧配置とは明瞭な関係があり、等圧線が北東から南西に走る気圧配置のときに発生することが多い。
強い比良おろしが吹くときには、比良山地の尾根の上に風枕という雲が見られる。

## 影響
比良山麓を走るJR西日本湖西線は、全線高架となっているうえ、真横から風を受けるため、比良おろしの影響を非常に強く受ける。1979年10月には台風16号の接近で暴風警報が発令されていた中、北小松駅 - 近江舞子駅間を走行中の貨物列車が突風で脱線し貨車2両が高架下に落下、また1997年6月29日 0時00分ごろ、比良駅構内にて強風で運転抑止中のコンテナ貨物列車（電気機関車牽引・コンテナ貨車含め21両編成）のうち空コンテナを積んだコンテナ車計3両が横転する事故が起こった。鉄道総合研究所による調査の結果、このときの最大瞬間風速はコンテナ貨車の転覆限界風速である57メートル毎秒以上と推定されている。
この横転事故以後、強風による規制値が引き下げられたこともあり、JR湖西線は比良おろしのためしばしば運休となる。2006年度には運休は28回、延べ50時間にのぼった。
そのため、JR西日本は2007年10月に比良 - 近江舞子駅間の沿線山側に防風柵を設置し、運転規制を行う基準となる風速を従来の秒速25メートルから30メートルまで引き上げることを発表した。
防風柵は2008年12月1日から運用が開始され、これによって年間の運転見合わせ時間が、防風柵設置前の半分以下になる見込みである。
比良おろしはしばしば突風を伴うことから水難事故の原因にもたびたびなっており、事故例として以下の例が挙げられる。
- 1941年4月6日 琵琶湖遭難事故（死者11名） - 旧制第四高等学校漕艇部員が犠牲となった。「琵琶湖哀歌」で知られる。
- 2003年9月15日 ヨットファルコン沈没事件（死者・行方不明7名）[7]